# Edpercivalia flintorum
Edpercivalia flintorum là một loài Trichoptera trong họ Hydrobiosidae. Chúng phân bố ở miền Australasia.